# Čarování bez kouzel
Čarování bez kouzel (v italském originále L'incantesimo senza magia) je opera buffa (farsa giocosa) o jednom jednání českého skladatele Františka Josefa (Benedikta) Dusíka na libreto Giuseppa Marii Foppy. Její premiéru uvedlo v karnevalové sezóně roku 1807 divadlo v Bergamu.

## Vznik, charakteristika a historie
Skladatel František Josef Dusík po pobytu v Lublani (1790–1800) opustil toto město a svou rodinu a v následující době Napoleonských válek pobýval na různých místech v severní Itálii, kde působil jako vojenský kapelník u různých vojsk a současně komponoval pro italská divadla opery, vesměs v žánru opera buffa. Zpočátku – ještě roku 1805 – působil v Benátkách, ale v polovině prvního desetiletí 19. století přesídlil do Lombardie, jak dokládají místa premiér jeho oper z této doby (především Milán, ale též Brescia, Bergamo, Cremona). Rok 1806 byl v jeho tvorbě zvlášť úspěšný: po uvedení opery komické opery Hochštapler na počátku roku v Brescii uvedlo na počátku podzimní sezóny jeho komickou operu Lenní paní milánské Teatro alla Scala a na samém konci roku se v divadle Teatro Carcano v témže městě hrála jeho Důvtipná kavárnice. Sérii zakončilo Čarování bez kouzel, jež uvedlo počátkem roku 1807 divadlo v nedalekém Bergamu.
Zatímco předchozí tři díla byly rozsáhlejší (dvouaktové) komické opery se sborem, Čarování bez kouzel je skromnější dílo o jednom dějství pro šest sólistů žánru farsa giocosa, určené k tomu, aby program divadelního večera sdílelo s jinými kusy. Na rozdíl od zmíněných děl také tato opera nebyla napsána na původní libreto, nýbrž Dusík použil existující text Benátčana Giuseppa Foppy, s nímž již spolupracoval na své první italské opeře Tentokrát užovka uštkla šarlatána. Foppa (1760–1845) byl jako libretista plodným pokračovatelem Carla Goldooniho a jeho texty zhudebnili mimo jiné Gioacchino Rossini, Pasquale Anfossi, Marcos António Portugal, Johann Simon Mayr, Gaspare Spontini, Carlo Coccia, Stefano Pavesi a Niccolò Antonio Zingarelli. Libreto Čarování bez kouzel vzniklo pro skladatele Francesca Gardiho (cca 1760–cca 1810); jeho opera měla premiéru 9. prosince 1800 v benátském divadle Teatro San Moisè a Dusík se s ní mohl nejspíše seznámit o karnevalu roku 1805, kdy se hrála v milánském Teatro Carcano.
O ohlasu a případných jiných inscenacích této opery nejsou zprávy, její libreto a partitura se však dochovaly.

## Osoby
- Avorio, poručník
- Corilla, jeho schovanka
- Don Tirante
- Ernesto, Corillin milenec
- Dorina, Corillina komorná
- Lumino, Avoriův sluha
- Služebnictvo dona Tiranta, Avoriovo služebnictvo, nosiči, jiní lidé (němé role)[4]

## Děj opery
Odehrává se v Turíně.
(1. obraz – Ulice s kavárnou) Skrblík Avorio Piavoletto chce provdat svou schovanku Corillu za bohatého dona Tiranta Sgangheratiho z daleké vsi. Corilla však miluje Ernesta a spolu vymysleli, jak se nezvaného nápadníka zbavit. Ernesto povolal na pomoc Avoriova sluha Lumina a Corillinu komornou Dorinu, kteří jsou mladému páru nakloněni. Lumino přichází v převleku za mušketýra a Dorina v černém plášti a pod závojem. Vyptávají se Ernesta, proč tyto převleky a jaký je plán (introdukce Che ridicola figura … Se dona l'amore). Ernesto vysvětluje, že dnes má přijet do města don Tirante, na něhož se potají v jeho bydlišti dobře informoval: je to prý nebetyčný hlupák a jistě se ho podaří obalamutit. Pak posílá Lumina a Dorino za Corillou, která jim sdělí podrobnosti plánu.
Objeví se don Tirante, samolibý, ale směšně ustrojený muž (kavatina Largo largo sc'operati). Usadí se v kavárně a sluhu posílá zjistit, kde bydlí don Avorio. Ernesto se k němu přitočí a nadšeně ho vítá jako dobrého přítele, se kterým se deset let neviděl. Tiranto si na „dona Fabia Polpettinu“ vůbec nevzpomíná, ale onen muž ví vše o něm i jeho rodině, tak to musí být selhání paměti. „Don Fabio“ ho navíc chce pohostit a ubytovat v místním hostinci a nabízí se, že mu Avoria sám přivede. Zmatený Tirante jeho pomoc přijímá.
(2. obraz – Pokoj v hostinci) V hostinci se již připravuje Corilla v extravagantním oděvu (kavatina È ben sciocco chi pretende). Podle dohody se schová, když Ernesto uvede Tiranta, nechává ho ubytovat se a odchází pro Avoria. Do pokoje vstoupí Corilla. S předstíraným úžasem poznává dona Tiranta. Jmenuje se prý Lucidora, je do Tiranta dávno zamilována a nosí na srdci medailon s jeho podobiznou. Na stejném místě však skrývá i ostrou dýku, kterou přísahá vbodnout Tirantovi do srdce, pokud by se zajímal o jinou. Zděšenému Tirantovi nezbývá než potvrdit, že její lásku opětuje a že jí bude věrný (duet Dite in prima chi c'è quà? … Caro sposo! Che contento).
„Lucidora“ odejde, a než si don Tirante stačí vydechnout, vstupuje Dorina jako záhadná slečna „Fulgenzia“. Tvrdí, že ho sledovala od příjezdu do města a bezhlavě se do něj zamilovala. Tirante poukazuje na to, že má jiné závazky, ale z toho si „Fulgenzia“ nic nedělá, protože prý není žárlivá a umí se dělit (árie Non son gelosa amante). Zato však prý má přísného a prchlivého otce. Vzápětí vstupuje Lumino jako „Fulgenziin“ otec, kapitán Flagello. Vytasí kord na domnělého svůdce své dcery: buď si ji bez meškání vezme za ženu, nebo mu kapitán rozdrtí mozek. Tiranta zachrání Ernesto, který se s vlastním kordem pustí do boje a oba šermujíce vycouvají z místnosti. Na smrt vyděšeného Tiranta takto najde Avorio. Tirante mu chce vyprávět, co se mu přihodilo, ale Avorio nemá na jeho historky trpělivost a odvádí ho k sobě do domu (duet Un cert'uom quì m'ha condotto).
(3. obraz – Místnost v Avoriově domě) Ernesto, Corilla i oba sloužící se rychle vrátili do Avoriova domu dříve, než dorazí Avorio s Tirantem. Ernesto se Avoriovi představí jako krejčí, který přišel ušít Corille svatební šaty (nebo raději přešít nějaké staré, což se držgrešli Avoriovi zamlouvá více). Ernesto jako krejčí může bez obalu obdivovat Corillinu postavu (árie Se quel visino amabile).
Avorio uvádí dosud rozrušeného dona Tiranta. Přivolává nejprve Lumina, pak Dorinu a nakonec nevěstu Corillu. Tirante se vyděsí, když vidí postupně „kapitána Flagella“, „Fulgenzii“ a „Lucidoru“, ale sloužící a Corilla se tváří, jakoby nic. Nakonec se objeví „krejčí“, v němž Tirante poznává „dona Fabia Polpettinu“, ale Ernesto tvrdí, že ho nezná. Tirante se domnívá, že přichází o rozum, a ke stejnému závěru dospívá i Averio. Corilla se chová k Tiranto jako ke svému kýženému ženichovi, ale její slova jsou plná zastřených hrozeb a na okamžik na něho tak, aby to Averio neviděl, vytasí dýku. Tirante už neví, na čem je, a bojí se o svůj život (kvartet Cosa dite! Che mai fate! … Ah sposo mio, fermate).
Averio se rozhoduje, že bláznivému Tirantovi Corillu nedá; ať si ji vezme kdokoli pod podmínkou, že nebude chtít věno. Ernesto a Corilla se radují, že se situace obrátila v jejich prospěch a že se budou moci vzít (duet).
Lumino a Dorina se chystají na další díl lsti a Lumino ujišťue Dorinu, že si ji poté vezme za ženu (árie Non vedo l'ora, cara Dorina). Tirante pak naznačuje Corille, že si ji nechce vzít, protože se jí bojí. Corilla předstírá rozhořčení a přivolává svého poručníka, který ženichovy námitky rázně odmítá a dává Corille přečíst dopis, který právě dostal. V něm je její ženich obviňován, že právě slíbil sňatek slečně Fulgenzii a že její rozzlobený otec, kapitán Flagello, je právě na cestě k Averiovi. Corilla je okatě uražena údajnou Tirantovou nevěrou a přísahá mu krutou pomstu (árie Nel veder quel suo visino). Tirante je nyní ochoten slíbit Avoriovi cokoli – že si Corillu vezme a nebude žádat žádné věno – jen když ho ochrání před nebezpečím. Avorio mu radí ukrýt se v truhle, se kterou posílá sluhy, aby ji odnesli do bezpečí (finále 1. část: duet Patria mia, se torno a te).
(4. obraz – Náměstíčko) Na ulice i sluhy s truhlou přepadnou Lumino, opět v převleku za kapitána, a jeho pomocníci. Sluhové utečou, don Tirante musí vylézt z truhly a „kapitán Flagello“ ho kordem nutí jít s ním na svatbu s „Fulgenzií“. Averio je sleduje zpovzdálí a jemu v patách jsou Ernesto a Corilla. Když se všichni ztratí ve tmě, vylekají Corilla a Ernesto Tiranta dalšími výhrůžkami a Avoriovi sdělují, že se chtějí vzít. Tirante na svatbu rychle a rád rezignuje, když mu Corilla za zády znovu ukáže dýku. Když se Avorio ujistí, že ano Ernesto nebude žádat Corillino věno, svoluje konečně ke svatbě s jeho schovankou (finále 2. část All'erta da bravi … Nò non temete, o cara … All'impero dell'amore).